# Smart Game Format
Smart Game Format（SGF）はボードゲームの棋譜保存に使われるコンピュータファイルフォーマットであり、オープン・コンテント・ライセンスで提供されている。1987年に第1版（FF[1]）が提案され、1999年の第4版（FF[4]）が最新版である。SGFフォーマットが最も一般に普及しているゲームは囲碁であるが、複数のボードゲームに対応している。

## 沿革
SGFは、Smart Go Boardの作者としても知られるAnders Kierulfにより1987年に提案された。このときはコンピュータ囲碁における標準としての提案だったが、広く受け入れられなかったため、1990年に発表された自身の博士論文でSmart Go Board用のファイルフォーマットとして仕様書を付録に入れた。この1987年/1990年版が第1版（FF[1]）であり、FF[1]では対応するボードゲームが囲碁、リバーシ、チェス、ナイン・メンズ・モリスの4種類だった。
1993年にマルティン・ミュラー（Martin Müller）がSGFの仕様を整理して第3版（FF[3]）を発表し、対応するゲームがFF[1]で対応していた4種類に五目並べ、連珠、シャンチー、将棋を加えた7種類（仕様では五目並べと連珠が同一として扱われている）。その後、1997年にアルノ・ホロシ（Arno Hollosi）が第3版から新機能を追加した第4版（FF[4]）を発表した。
1999年に第5版（FF[5]）制定に向けた議論が開始されたが、正式発表には至っていない。また、2002年にXMLを採用するXGFフォーマット（XML Game Format）が提案されたが、やはり広く採用されていない。

## 対応ボードゲーム
SGFファイルのGMプロパティはゲーム種類を示しており、FF[4]では1から40までの40種が定義されている。
SGFが対応している主要なボードゲームには以下のものがある。
| GMプロパティ | ボードゲーム           | 注釈                                 |
| ------------ | ---------------------- | ------------------------------------ |
| 1            | 囲碁                   |                                      |
| 2            | リバーシ               |                                      |
| 3            | チェス                 | Portable Game Notation形式が一般的。 |
| 4            | 五目並べ、連珠         | 五目並べと連珠は同一扱い             |
| 5            | ナイン・メンズ・モリス |                                      |
| 6            | バックギャモン         |                                      |
| 7            | シャンチー             |                                      |
| 8            | 将棋                   |                                      |
| 11           | ヘックス               |                                      |
| 12           | 闘獣棋                 |                                      |
| 17           | タントリックス         |                                      |
| 21           | ツイクスト             |                                      |

## 仕様

### データ形式
SGFはテキストベースのデータ形式を採用し、ゲーム情報の保存に木構造表現を使用するが、この木構造では単純な変化を追加することができる。この木構造ではセミコロン（;）で親ノードと子ノードを区切り、半角丸括弧（(と)）で兄弟ノードのグループを表記する。また、ノードにはプロパティ名[プロパティ値]という形でプロパティが指定される。

### プロパティ
プロパティ名は大文字アルファベットでのみ定義されており、ノードにおける指定では順不同で指定できる。プロパティは根（SGFバージョン(FF)、ゲーム種類(GM)など根ノードでのみ指定できる）、ゲーム情報（黒番と白番のプレイヤー名(PB, PW)、コミ(KM)など一局ごとの情報）、セットアップ（最初から置かれている黒石と白石(AB, AW)など、最初の局面を示す情報）、着手（黒番の着手(B)、白番の着手(W)など）、その他（コメント(C)、悪手(BM)など）に大別される。
| プロパティ名 | 種類           | プロパティ値の例     | 説明                                    |
| ------------ | -------------- | -------------------- | --------------------------------------- |
| FF           | 根プロパティ   | 4                    | SGFのバージョン                         |
| GM           | 根プロパティ   | 1                    | ゲームの種類（#対応ボードゲームを参照） |
| CA           | 根プロパティ   | UTF-8                | 文字セット                              |
| AP           | 根プロパティ   | CGoban:1.6.2         | アプリケーション名とバージョン          |
| SZ           | 根プロパティ   | 19、9:10             | ゲームボードのサイズ                    |
| DT           | ゲーム情報     | 2020-09-21           | 対局日付                                |
| EV           | ゲーム情報     | ABCトーナメント      | 大会名                                  |
| HA           | ゲーム情報     | 2                    | 置き石の数（囲碁専用プロパティ）        |
| KM           | ゲーム情報     | 5.5                  | コミ（囲碁専用プロパティ）              |
| PB           | ゲーム情報     | 田中                 | 黒番のプレイヤー名                      |
| PW           | ゲーム情報     | 佐藤                 | 白番のプレイヤー名                      |
| RE           | ゲーム情報     | W+0.5                | 対局結果                                |
| RU           | ゲーム情報     | Japanese             | 適用ルール                              |
| TM           | ゲーム情報     | 3600                 | 持ち時間                                |
| AB           | セットアップ   | cc                   | 最初から置かれている黒石                |
| AW           | セットアップ   | dd                   | 最初から置かれている白石                |
| PL           | セットアップ   | W                    | 手番                                    |
| B            | 着手プロパティ | cc                   | 黒番の着手                              |
| W            | 着手プロパティ | dd                   | 白番の着手                              |
| BM           | 着手プロパティ |                      | 悪手                                    |
| IT           | 着手プロパティ |                      | 妙手                                    |
| TE           | 着手プロパティ |                      | 手筋                                    |
| C            | その他         | これはコメントです。 | コメント                                |